# Cesare Mazzolari
Cesare Mazzolari M.C.C.I. (n. 9 februarie 1937, Brescia, Italia – d. 16 iulie 2011, Rumbek, Sudanul de Sud) a fost un teolog romano-catolic italian aparținând Ordinului Combonian⁠(d) și episcop de Rumbek în Sudanul de Sud.